# Flamingo (álbum)
Flamingo é o álbum de estreia solo do cantor e compositor norte-americano e vocalista da banda The Killers, Brandon Flowers, lançado em 3 de setembro de 2010 na Austrália, 6 de setembro no Reino Unido e 14 de setembro nos Estados Unidos.

## Faixas
| CD             |                                   |         |  |
| N.º            | Título                            | Duração |  |
| 1.             | "Welcome To Fabulous Las Vegas"   | 4:46    |  |
| 2.             | "Only The Young"                  | 4:19    |  |
| 3.             | "Hard Enough" (com Jenny Lewis)   | 4:06    |  |
| 4.             | "Jilted Lovers And Broken Hearts" | 4:43    |  |
| 5.             | "Playing With Fire"               | 5:46    |  |
| 6.             | "Was It Something I Said?"        | 3:21    |  |
| 7.             | "Magdalena"                       | 3:19    |  |
| 8.             | "Crossfire"                       | 4:18    |  |
| 9.             | "On The Floor"                    | 3:25    |  |
| 10.            | "Swallow It"                      | 2:54    |  |
| Duração total: | Duração total:                    | 40:58   |  |

| Faixa bônus (edição deluxe) |                                                                 |         |  |
| N.º                         | Título                                                          | Duração |  |
| 11.                         | "The Clock Was Tickin"                                          | 4:49    |  |
| 12.                         | "Jacksonville"                                                  | 4:01    |  |
| 13.                         | "I Came Here to Get Over You"                                   | 2:21    |  |
| 14.                         | "Right Behind You"                                              | 3:53    |  |
| 15.                         | "On the Floor 2.0" (Pré-venda no iTunes e faixa bônus japonesa) | 3:12    |  |
| Duração total:              | Duração total:                                                  | 59:14   |  |

## Singles
| Ano  | Canção                          | Melhor posição | Melhor posição | Melhor posição | Melhor posição | Melhor posição | Melhor posição | Melhor posição | Melhor posição | Melhor posição |
| Ano  | Canção                          | AUS            | BEL (FL)       | CAN            | IRL            | HOL            | NZL            | UK             | EUA Alt        | EUA Rock       |
| ---- | ------------------------------- | -------------- | -------------- | -------------- | -------------- | -------------- | -------------- | -------------- | -------------- | -------------- |
| 2010 | "Crossfire"                     | 46             | 3              | 70             | 4              | 22             | 22             | 8              | 6              | 11             |
| 2010 | "Only the Young"                | —              | —              | —              | —              | 68             | —              | 143            | —              | —              |
| 2011 | "Jilted Lovers & Broken Hearts" | —              | —              | —              | —              | —              | —              | —              | —              | —              |